# Tammistu (Kuusalu)
Pour les articles homonymes, voir Tammistu.
Tammistu est un village de la paroisse de Kuusalu dans le nord de la région de Harju en Estonie. Au 1er janvier 2012, le village compte 14 habitants
.